# Politique en Géorgie
Ne doit pas être confondu avec Politique en Géorgie (États-Unis).
La politique en Géorgie implique une république démocratique représentative parlementaire avec un système multipartite. Le Président de la Géorgie est le chef d'État protocolaire et le Premier ministre de la Géorgie est le chef du gouvernement. Le Premier ministre et le gouvernement exercent le pouvoir exécutif. Le pouvoir législatif appartient à la fois au gouvernement et au Parlement unicaméral de Géorgie,.
L'État géorgien est fortement centralisé, à l'exception des régions autonomes d'Abkhazie et d'Adjarie et de l'ancienne région autonome d'Ossétie du Sud. L'Abkhazie et l'Ossétie du Sud, qui disposaient d'une autonomie au sein de la RSS de Géorgie pendant la période soviétique, ont fait unilatéralement sécession de la Géorgie dans les années 1990. Depuis 2016, le gouvernement géorgien reconnaît l'autonomie de l'Abkhazie au sein de la Géorgie, mais ne reconnaît pas de statut particulier à l'Ossétie du Sud.

## Présentation
Indépendante depuis avril 1991 et membre du Conseil de l'Europe depuis le 27 août 1999, la Géorgie est politiquement une République présidentielle. Cependant, à l'automne 2007, le patriarche orthodoxe propose de restaurer la monarchie constitutionnelle, une idée qui rencontre un certain succès dans les rangs de l'opposition agacée par les pouvoirs renforcés du président Saakachvili. Ce dernier a indiqué qu'il est membre de la grande dynastie caucasienne, les Bagrations, et a organisé sa prise de fonctions sur la tombe du roi David le Reconstructeur. Les événements d'Ossétie du Sud et d'Abkhazie ont depuis relégué cette idée au second plan.
Le pouvoir exécutif est entre les mains du président qui est élu pour cinq ans. Son successeur constitutionnel est le président du Parlement. La présidente est Salomé Zourabichvili et le Premier ministre est Irakli Garibachvili
Le pouvoir législatif est composé du Parlement de Géorgie (Sak'art'velos Parlamenti), aussi connu sous le nom de Umaghlesi Sabcho (Conseil suprême), lequel compte 235 membres, élus pour une période de quatre ans, dont 150 sièges par représentation proportionnelle, 75 par des secteurs d'un seul siège et 10 membres qui représentent ceux déplacés de la région séparatiste d'Abkhazie. Le président du Parlement est David Oussoupachvili.
Le pouvoir judiciaire en Géorgie a à sa tête une Cour suprême avec des juges élus par le Parlement, chargés d'examiner les recommandations du président et de la Cour constitutionnelle.